# Сплитско-далматинска жупанија
Сплитско-далматинска жупанија се налази у јужној Хрватској. Обухвата подручје средње Далмације, а седиште јој је у граду Сплиту. Граничи се са Шибенско-книнском жупанијом на сјеверу, и са Дубровачко-неретванском жупанијом на југу.  Према прелиминарним резултатима пописа из 2021. у жупанији је живело 425.412 становника.

## Становништво
Према попису из 2011. у жупанији је живело 454.798 становника.
| Попис 2011.‍           | Попис 2011.‍           | Попис 2011.‍ | Попис 2011.‍ | Попис 2011.‍ |
| --------------------- | --------------------- | ----------- | ----------- | ----------- |
|                       |                       |             |             |             |
| Хрвати                | Хрвати                |             | 441.526     | 97,08%      |
| Срби                  | Срби                  |             | 4.797       | 1,05%       |
| Албанци               | Албанци               |             | 1.025       | 0,23%       |
| Аустријанци           | Аустријанци           |             | 21          | 0,00%       |
| Бошњаци               | Бошњаци               |             | 1.389       | 0,31%       |
| Бугари                | Бугари                |             | 48          | 0,01%       |
| Власи                 | Власи                 |             | 2           | 0,00%       |
| Мађари                | Мађари                |             | 228         | 0,05%       |
| Македонци             | Македонци             |             | 318         | 0,07%       |
| Јевреји               | Јевреји               |             | 31          | 0,01%       |
| Италијани             | Италијани             |             | 134         | 0,03%       |
| Немци                 | Немци                 |             | 220         | 0,05%       |
| Пољаци                | Пољаци                |             | 85          | 0,02%       |
| Роми                  | Роми                  |             | 8           | 0,00%       |
| Румуни                | Румуни                |             | 18          | 0,00%       |
| Руси                  | Руси                  |             | 124         | 0,03%       |
| Русини                | Русини                |             | 18          | 0,00%       |
| Словаци               | Словаци               |             | 129         | 0,03%       |
| Словенци              | Словенци              |             | 575         | 0,13%       |
| Турци                 | Турци                 |             | 43          | 0,01%       |
| Украјинци             | Украјинци             |             | 62          | 0,01%       |
| Црногорци             | Црногорци             |             | 485         | 0,11%       |
| Чеси                  | Чеси                  |             | 175         | 0,04%       |
| остали                | остали                |             | 655         | 0,14%       |
| регионална припадност | регионална припадност |             | 396         | 0,09%       |
| верска припадност     | верска припадност     |             | 252         | 0,06%       |
| нераспоређено         | нераспоређено         |             | 46          | 0,01%       |
| неизјашњени           | неизјашњени           |             | 1.205       | 0,26%       |
| непознато             | непознато             |             | 783         | 0,17%       |
| укупно: 454.798       |                       |             |             |             |

Према попису из 2001. године жупанија је имала 463.676 становника (10,5% укупног становништва Хрватске) са просечном густоћом насељености од 102 становника/km². Највећи град је Сплит са 189.000 становника (са Каштелина и Солином 240.000)
Етнички састав становништва: 96,3% Хрвати, 1,2% Срби, 0,2% Албанци, 0,2 Бошњаци, 0,2% Словенци и остали.

#### Број становника по пописима
| година пописа  | 2001.   | 1991.   | 1981.   | 1971.   | 1961.   | 1953.   | 1948.   | 1931.   | 1921.   | 1910.   | 1900.   | 1890.   | 1880.   | 1869.   | 1857.   |
| бр. становника | 463.676 | 474.019 | 436.680 | 389.277 | 339.686 | 314.933 | 296.840 | 292.321 | 274.522 | 268.187 | 249.867 | 222.030 | 195.741 | 182.405 | 164.242 |

## Административна подела
| ВисВргорацВрликаИмотскиКаштелаКомижаМакарскаОмишСињСолинСПЛИТСтари Град · СупетарТриљТрогирХварБашка ВодаБолБрелаГрадацДицмоДуги РатДугопољеЗагвоздЗадварјеЗмијавциЈелсаКлисЛећевицаЛоврећЛоквичићиМаринаМилнаМућНережишћаОкругОтокПодбабљеПодгораПодстранаПостираПргометПриморски ДолацПроложацПучишћаРуновићиСегетСелцаСутиванСућурајТучепиХрвацеЦиста ПровоШестановацШолта Положај градских () и општинских седишта () на карти Сплитско-далматинске жупаније |

## Историја
Територија данашње сплитско-далматинске Жупаније је насељена од најстаријих времена. Први становници чије име знамо су били Далмати, по којима је данашња жупанија и шира регија Далмација добила име. Римска окупација Далмације је завршена 33. године пре Христа. Најзначајније далматско и римско насеље у данашњој Сплитско-Далматинској Жупанији је била Салона. Значајни римски цар Диоклецијан је био из околине Салоне, који је ту саградио и своју палату око које се касније развио град Сплит. Након пропасти Римског царства приобално подручје је подељено у самосталне градске комуне док се у залеђе насељавају Срби и други Словени који ту оснивају своје државе. Део данашње жупаније северно од Сплита је припадао Хрватској, док је јужни део, регион Пољица и Далматинске крајине припадало различитим српским државама. Средњодалматинска Крајина, која се налази између река Цетине и Неретве, била је позната као Неретљанска област или "Паганија" (тако названа јер су Срби Неретљани дуго задржали традиционалну српску религију) а њени становници су били у околним крајевима на злу гласу као гусари. На подручију Пољица и далматинске крајине писало се ћирилицом о чему данас сведоче споменици - надгробни споменици (стећци) и Поваљска листина и Поваљски праг са острва Брача чији источни део је дуго припадао Неретванској кнежевини. Јужни делови Далмације су касније укључени у дукљанску државу и напослетку у Српско Британија. Након Битке на Косову 1389. јужна Далмација припада држави краља Стефана твртка и његових наследника који су такође носили наслов Краљ Срба али нису контролисали целу Србију него само западне делове, већином данашњу Босну. Преостаци српски присуства на тим подручјима су дуго били очувани у Пољичкој Републици, полунезависној држави под заштитом Венеције, у којој је била званична употреба ћирилице.